# William Isaac Thomas
Pour les articles homonymes, voir Thomas.
William Isaac Thomas est un sociologue américain né aux États-Unis le 13 août 1863 et décédé le 5 décembre 1947.
Si Albion Small fut le premier directeur du département de sociologie de l'université de Chicago, Thomas fut le sociologue dont les analyses marquèrent la naissance de ce que l'on appelle usuellement l'École de Chicago. Auteur, avec Florian Znaniecki, d'une imposante étude sur l'immigration polonaise, il est également connu pour avoir formulé le « théorème de Thomas ». À l'instar de l'école pragmatiste de John Dewey, William James et George Herbert Mead, Thomas sera amené à donner une importance primordiale à la subjectivité des individus.
Sociologue engagé dans le réformisme social, ses points de vue sur le crime et la sexualité passaient à l'époque pour iconoclastes. Sa carrière a été marquée par une arrestation pour « interstate transport of females for immoral purposes » (« transport, avec le franchissement de la frontière d'un État fédéré, de femmes à des fins immorales ») par le FBI, ce qui l'obligea à quitter Chicago. Il acheva sa carrière à New York.

## Travaux

### Les paysans polonais
Intéressé par les paysans polonais, Thomas recrute Florian Znaniecki, un jeune philosophe polonais, pour l'aider à mener à bien ses recherches. Znaniecki suivra Thomas et le rejoindra à Chicago en 1914. Tous deux ont entamé un travail considérable qui étudiera les immigrants polonais aux États-Unis ainsi que les paysans en Pologne. Tout comme l'anthropologue Franz Boas, Thomas rejette les explications biologiques qui servaient alors à expliquer la réussite sociale. Celle-ci est liée aux valeurs et aux attitudes. Les valeurs sont les éléments culturels objectifs de la vie sociale alors que les attitudes sont des caractéristiques subjectives des individus.
Dans leur travail sur l'immigration polonaise, Thomas et Znaniecki constatent l'existence de trois attitudes générales face aux nouvelles conditions de vie. Premièrement, le philistin est un conformiste soumis à la tradition sociale. Deuxièmement, le bohémien a un caractère instable. Troisièmement, le créatif est réfléchi et ouvert au changement. Pour Thomas et Znaniecki, l'assimilation est donc souhaitable et son opposé, c'est la dissimilitude.

### Le théorème de Thomas
Le théorème de Thomas rend compte du fait que les comportements des individus s'expliquent par leur perception de la réalité et non par la réalité elle-même. Sa forme la plus célèbre est : « If men define situations as real, they are real in their consequences » (« Si les hommes définissent des situations comme réelles, alors elles sont réelles dans leurs conséquences »).

## Œuvres
Auteur de (liste non exhaustive) :
- The Polish Peasant in Europe and America. Volume 1 & 2: Primary-group organization (avec Florian Znaniecki) - 1918
- The Polish Peasant in Europe and America. Volume 3: Life record of an immigrant (avec Florian Znaniecki) - 1919
- The Polish Peasant in Europe and America. Volume 4: Disorganization and reorganization in Poland (avec Florian Znaniecki) - 1920
- The Polish Peasant in Europe and America. Volume 5: Organization and disorganization in America (avec Florian Znaniecki) - 1920
- The Unadjusted Girl - 1923
- The Child in America - 1928
- Primitive Behavior, an Introduction to the Social Sciences - 1937